# Серышевский район
Се́рышевский райо́н — административно-территориальная единица (район) и муниципальное образование (муниципальный район) в Амурской области России.
Административный центр — посёлок городского типа Серышево.

## География
Район расположен на западе Зейско-Бурейской равнины. На севере и северо-востоке граничит с Мазановским районом, на юго-востоке — с Ромненским, на юге — с Белогорским, на юго-западе — с Благовещенским и на западе — со Свободненским районами области. Площадь территории — 3,8 тыс. км².

## История
25 января 1935 года согласно постановлению президиума ВЦИК в составе Амурской области образован Белоноговский район. 1 апреля 1935 года постановлением Президиума ЦИК СССР Белоноговский район был переименован в Серышевский. Назван в честь Степана Михайловича Серышева, советского военного руководителя, борца за власть Советов на Дальнем Востоке.
С 1 января 2006 года в соответствии с Законом Амурской области от 24 января 2005 года № 425-ОЗ на территории района образованы 16 муниципальных образований: 1 городское и 15 сельских поселений.
В апреле 2022 года Серышевский район был преобразован в Серышевский муниципальный округ.

## Население
| 1959    | 1970    | 1979    | 1989    | 1990    | 1995    | 2000    | 2001    |
| ------- | ------- | ------- | ------- | ------- | ------- | ------- | ------- |
| 31 872  | ↗32 338 | ↗33 623 | ↗35 969 | ↗36 593 | ↘34 067 | ↘31 182 | ↘30 700 |
| 2002    | 2003    | 2004    | 2009    | 2010    | 2011    | 2012    | 2013    |
| ↘29 440 | ↘29 300 | ↘28 800 | ↘28 042 | ↘25 725 | ↘25 690 | ↘25 223 | ↘25 005 |
| 2014    | 2015    | 2016    | 2017    | 2018    | 2019    | 2020    | 2021    |
| ↘24 670 | ↘24 540 | ↘24 465 | ↗24 503 | ↘24 425 | ↘24 005 | ↘23 739 | ↘21 628 |
| 2023    |         |         |         |         |         |         |         |
| ↘21 156 |         |         |         |         |         |         |         |

### Урбанизация
В городских условиях (пгт Серышево) проживают 43,82 % населения района.

## Муниципально-территориальное устройство
В Серышевский район входят 15 муниципальных образований, в том числе 1 городское поселение и 14 сельских поселений:
| №         | Муниципальное образование      | Административный центр       | Количество населённых пунктов | Население (чел.) | Площадь (км²) |
| --------- | ------------------------------ | ---------------------------- | ----------------------------- | ---------------- | ------------- |
| 1e-06     | Городское поселение:           |                              |                               |                  |               |
| 1         | рабочий посёлок (пгт) Серышево | пгт Серышево                 | 1                             | ↘9345            | 36,67         |
| 1.000002  | Сельские поселения:            |                              |                               |                  |               |
| 2         | Аргинский сельсовет            | железнодорожная станция Арга | 3                             | ↘835             | 108,99        |
| 3         | Большесазанский сельсовет      | село Большая Сазанка         | 3                             | ↘792             | 193,90        |
| 3.000003  | Водораздельненский сельсовет   | село Водораздельное          | 2                             | ↘285             | 196,01        |
| 4         | Казанский сельсовет            | село Казанка                 | 4                             | ↗581             | 205,72        |
| 5         | Лебяжьевский сельсовет         | село Лебяжье                 | 2                             | ↘362             | 140,83        |
| 6         | Лермонтовский сельсовет        | село Лермонтово              | 6                             | ↘576             | 339,95        |
| 7         | Новосергеевский сельсовет      | село Новосергеевка           | 3                             | ↘896             | 240,54        |
| 8         | Озёрненский сельсовет          | село Озёрное                 | 3                             | ↘1456            | 245,14        |
| 9         | Полянский сельсовет            | село Поляна                  | 2                             | ↗1363            | 200,00        |
| 10        | Сосновский сельсовет           | село Сосновка                | 4 (6)                         | ↗542             | 373,48        |
| 11        | Томский сельсовет              | село Томское                 | 7                             | ↘3810            | 336,86        |
| 12        | Украинский сельсовет           | село Украинка                | 3                             | ↘751             | 272,72        |
| 12.000004 | Фроловский сельсовет           | село Фроловка                | 2 (4)                         | ↗361             | 228,85        |
| 13        | Широкологский сельсовет        | село Широкий Лог             | 3                             | ↘301             | 496,19        |

В 2006 году в районе было образованы одно городское и 15 сельских поселений.
В 2015 году Лиманновский сельсовет был включён в Лермонтовский сельсовет.
В 2020 году Фроловский сельсовет был включён в Полянский сельсовет, а Водораздельненский сельсовет включён в Сосновский сельсовет.

## Населённые пункты
В Серышевском районе (муниципальном округе) 48 населённых пунктов.
| №  | Населённый пункт | Тип                     | Население | Бывшее муниципальное образование |
| -- | ---------------- | ----------------------- | --------- | -------------------------------- |
| 1  | Автономовка      | село                    | ↘129      | Сосновский сельсовет             |
| 2  | Арга             | железнодорожная станция | ↗568      | Аргинский сельсовет              |
| 3  | Белогорка        | село                    | ↗333      | Томский сельсовет                |
| 4  | Белоногово       | село                    | ↗1345     | Озёрненский сельсовет            |
| 5  | Белоусовка       | село                    | ↘41       | Лебяжьевский сельсовет           |
| 6  | Бирма            | село                    | ↗45       | Лермонтовский сельсовет          |
| 7  | Ближний Сахалин  | село                    | ↘35       | Лермонтовский сельсовет          |
| 8  | Большая Сазанка  | село                    | ↘607      | Большесазанский сельсовет        |
| 9  | Борисполь        | село                    | ↗210      | Фроловский сельсовет             |
| 10 | Бочкарёвка       | село                    | ↗1049     | Томский сельсовет                |
| 11 | Введеновка       | село                    | ↘263      | Аргинский сельсовет              |
| 12 | Верное           | село                    | ↘129      | Украинский сельсовет             |
| 13 | Верхнеборовая    | село                    | →36       | Сосновский сельсовет             |
| 14 | Весёлое          | село                    | ↘84       | Аргинский сельсовет              |
| 15 | Водораздельное   | село                    | ↘230      | Водораздельненский сельсовет     |
| 16 | Воронжа          | село                    | ↘49       | Большесазанский сельсовет        |
| 17 | Воскресеновка    | село                    | ↘63       | Широкологский сельсовет          |
| 18 | Державинка       | село                    | ↘118      | Сосновский сельсовет             |
| 19 | Добрянка         | село                    | ↘181      | Озёрненский сельсовет            |
| 20 | Казанка          | село                    | ↘450      | Казанский сельсовет              |
| 21 | Калиновка        | село                    | →0        | Казанский сельсовет              |
| 22 | Ключики          | село                    | ↘166      | Большесазанский сельсовет        |
| 23 | Красная Поляна   | село                    | ↗154      | Томский сельсовет                |
| 24 | Лебяжье          | село                    | ↘365      | Лебяжьевский сельсовет           |
| 25 | Лермонтово       | село                    | ↘254      | Лермонтовский сельсовет          |
| 26 | Лиманное         | село                    | ↘241      | Лермонтовский сельсовет          |
| 27 | Липовка          | село                    | ↘71       | Казанский сельсовет              |
| 28 | Милехино         | село                    | ↘55       | Водораздельненский сельсовет     |
| 29 | Новоохочье       | село                    | ↘115      | Украинский сельсовет             |
| 30 | Новосергеевка    | село                    | ↘462      | Новосергеевский сельсовет        |
| 31 | Озёрное          | село                    | ↘560      | Озёрненский сельсовет            |
| 32 | Павловка         | село                    | ↘65       | Лермонтовский сельсовет          |
| 33 | Паруновка        | село                    | ↘310      | Новосергеевский сельсовет        |
| 34 | Поляна           | село                    | ↘836      | Полянский сельсовет              |
| 35 | Пушкино          | село                    | →0        | Лермонтовский сельсовет          |
| 36 | Рождественка     | село                    | ↗266      | Новосергеевский сельсовет        |
| 37 | Серышево         | пгт                     | ↘9271     | рабочий посёлок (пгт) Серышево   |
| 38 | Соколовка        | село                    | ↘51       | Широкологский сельсовет          |
| 39 | Сосновка         | село                    | ↘209      | Сосновский сельсовет             |
| 40 | Сретенка         | село                    | ↗40       | Казанский сельсовет              |
| 41 | Тавричанка       | село                    | ↘295      | Томский сельсовет                |
| 42 | Томское          | село                    | ↗2088     | Томский сельсовет                |
| 43 | Ударное          | село                    | ↗370      | Полянский сельсовет              |
| 44 | Украина          | железнодорожная станция | ↗74       | Томский сельсовет                |
| 45 | Украинка         | село                    | ↘1160     | Украинский сельсовет             |
| 46 | Фроловка         | село                    | ↗151      | Фроловский сельсовет             |
| 47 | Хитровка         | село                    | ↗115      | Томский сельсовет                |
| 48 | Широкий Лог      | село                    | ↘288      | Широкологский сельсовет          |

### Упразднённые населённые пункты
- Зейский разъезд — упразднённый в 1977 году железнодорожный блокпост
- Кацмазовка — упразднённое в 1967 году село
- Орловка — упразднённое в 1962 году село

## Экономика
Ведущая отрасль района — сельское хозяйство. Животноводство района — мясо-молочного направления.

## Транспорт
По территории района проходит Транссибирская магистраль (Забайкальская железная дорога) и автотрасса Чита — Хабаровск.
Осуществляются перевозки речным транспортом по реке Зее, развита сеть внутрирайонных автомобильных дорог.